# 어윈 샤가프
어윈 샤가프(Erwin Chargaff, 1905년 8월 11일 – 2002년 6월 20일)는 오스트리아-헝가리 태생의 미국 생화학자, 작가이자 컬럼비아 대학교 의과대학 생화학 교수였다. 나치 정권 동안 미국으로 이주한 부코비나 유대인인 그는 호평을 받은 자서전 "Heraclitean Fire: Sketch from a Life Before Nature"를 집필했다.